# Джерело «Вікно»
Джерело́ «Вікно́» — гідрологічна пам'ятка природи місцевого значення в Україні. Розташована в межах Заставнівський району Чернівецької області, в центральній частині села Вікно. 
Площа 0,5 га. Статус надано згідно з рішенням облвиконкому від 30.05.1979 року № 198. Перебуває у віданні Вікнянської сільської ради. 
Статус надано для збереження джерела мінеральної води (сульфатно-гідрокарбонатно-кальцієва). Мінералізація 1,8 г/л. Дебіт 500000 л/добу. Джерело каптажоване, використовується місцевим населенням. 